# Lesaka
Lesaka (spanisch Lesaca) ist eine Gemeinde (municipio) mit 2.716 Einwohnern (Stand: 2024) in Spanien. Die baskische Schreibweise ist heute die offizielle, weil es zur baskischsprachigen Zone Navarras gehört. Neben dem Hauptort Lesaka besteht die Gemeinde aus den Ortschaften Alcayaga, Auzoberri, Biurrana, Caztazpegui, Endara, Frain, Izotzaldea, Navaz, Otsango Auzoa, Zala und Zaláin sowie der Wüstung Endarlaza.

## Geografie
Lesaka liegt etwa 55 Kilometer nördlich von Pamplona und etwa 30 Kilometer ostsüdöstlich von Donostia-San Sebastián in einer Höhe von ca. 70 m nahe der französischen Grenze.

## Sehenswürdigkeiten
- Verteidigungsturm von Zabaleta, um 1450 erbaut
- Martinskirche aus dem 16. Jahrhundert
- Karmeliterkonvent (Nuestra Señora de los Dolores)
- Antoniuskapelle
- Salvatorkapelle
- Rathaus

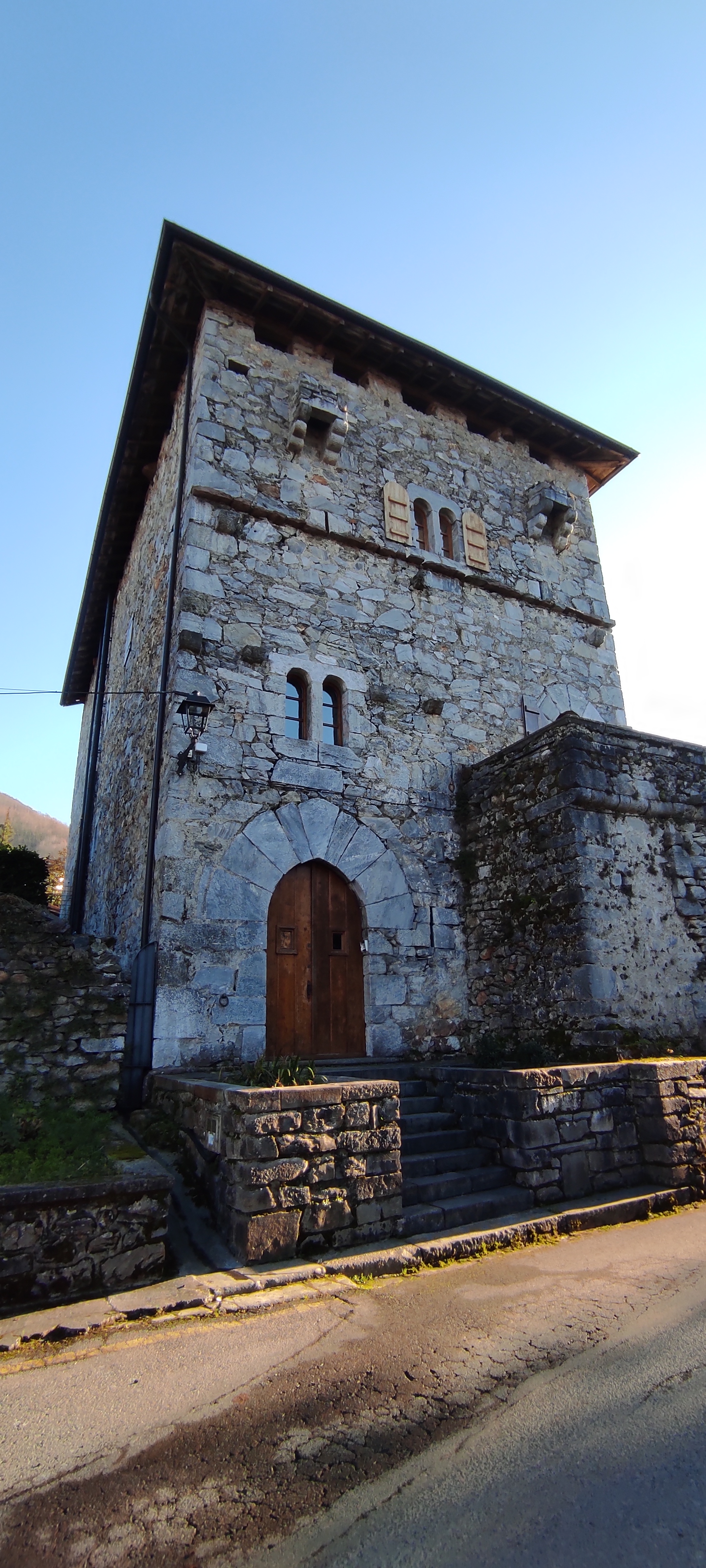
Turm von Minyurinea
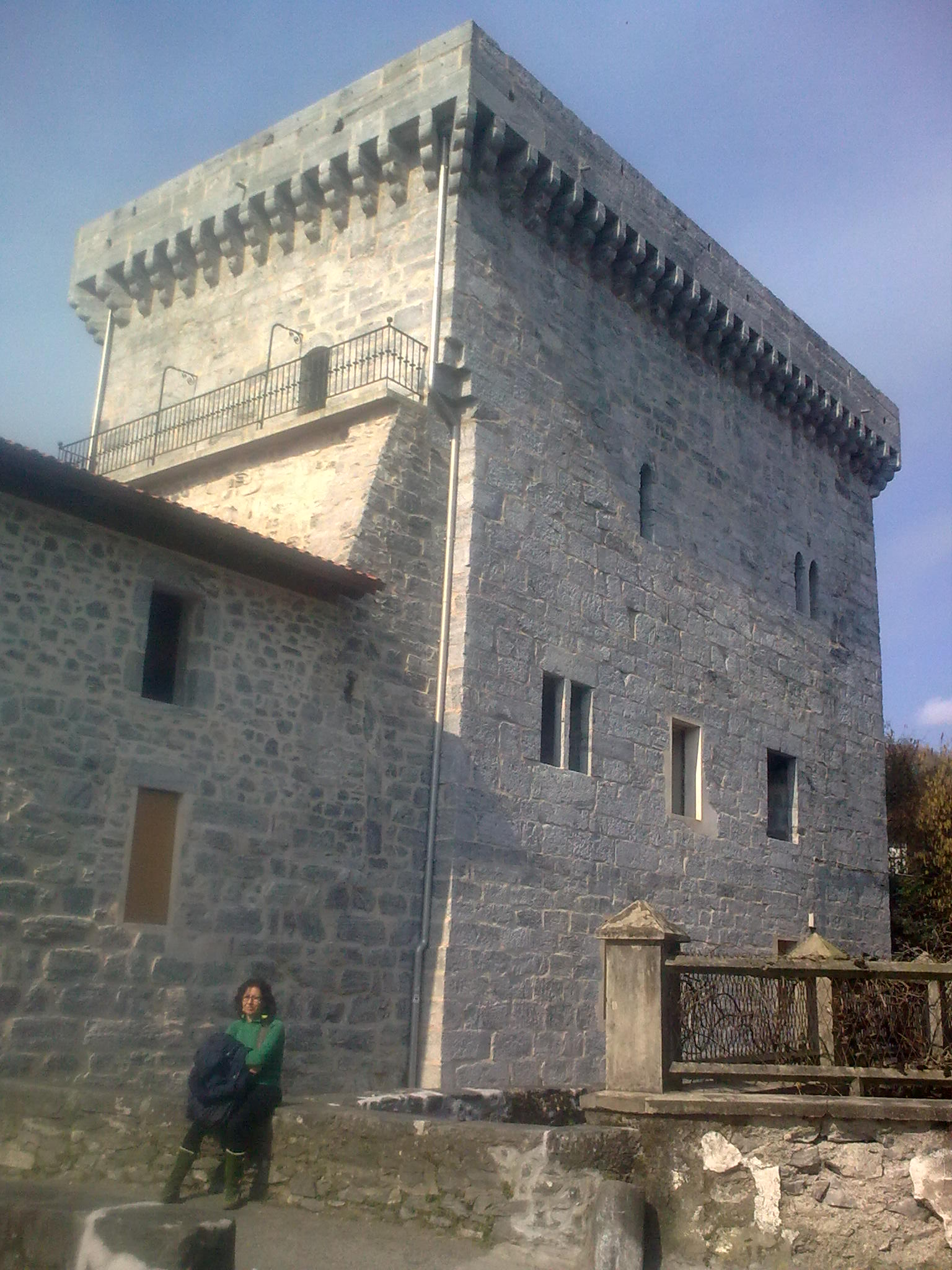
Turm von Zabaleta
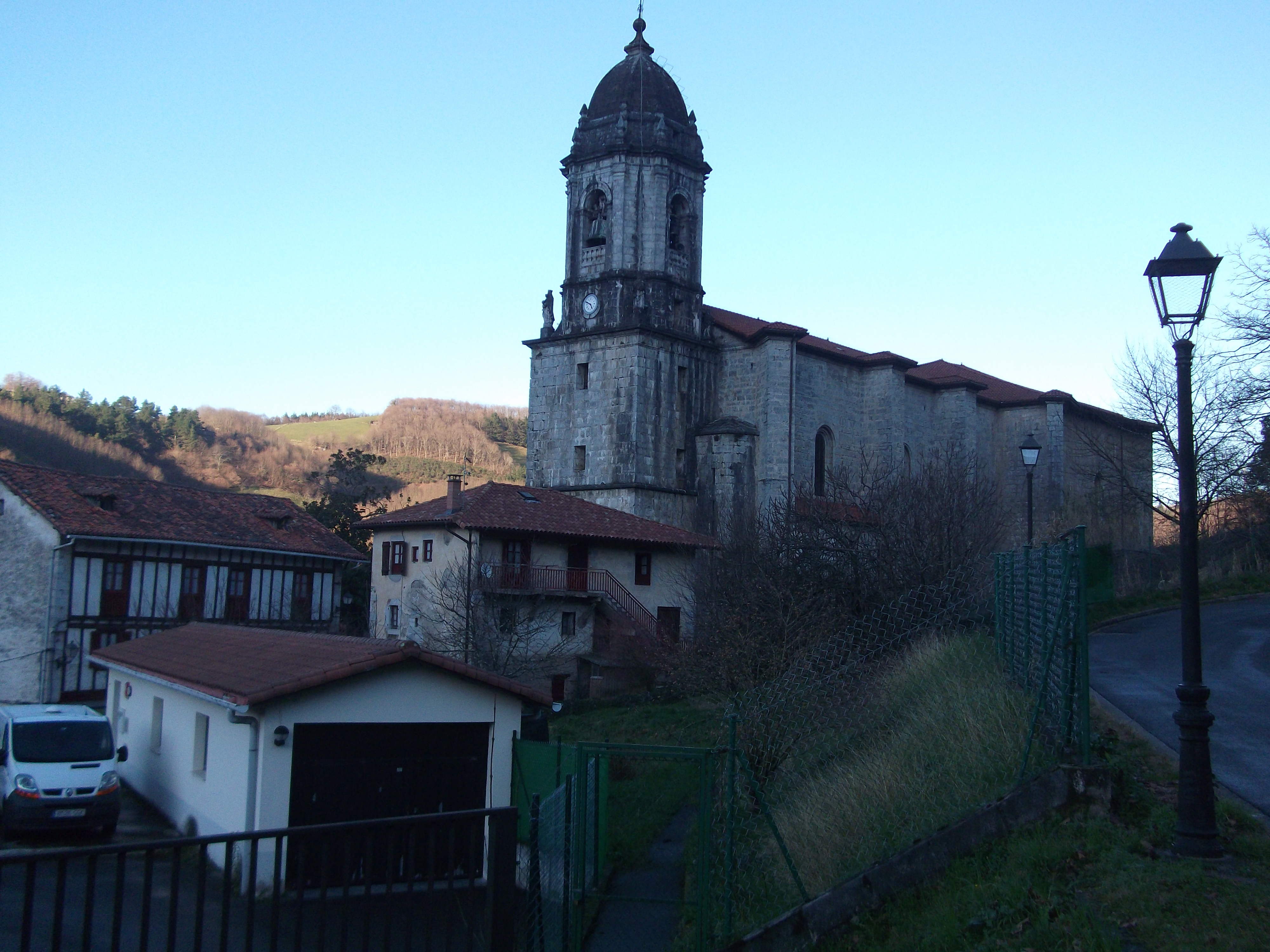
Martinskirche

## Persönlichkeiten
- Eladio Esparza (1888–1961), Schriftsteller
- Rafael Olaechea (1922–1993), Jesuit und Historiker
- Elías Garralda Alzugaray (1926–2012), Maler